# Арность
А́рность предиката, операции или функции в математике — количество их аргументов или операндов. Слово образовалось из названий предикатов небольшой арности (унарный — один аргумент, бинарный — два, тернарный — три). Для этих целей употребляется также термин валентность. В общем случае предикат с {\displaystyle n} аргументами называют {\displaystyle n}-арным.
Также употребляются термины местность ({\displaystyle n}-местный) и, соответственно, вместимость.

## Названия и функции
Термин «арность» используется в математике повсеместно. Сказать можно так: «Операция сложения двухарная», но гораздо удобнее сказать «Операция сложения — это бинарная операция». Каждая функция имеет некоторую арность:
- Нульарный означает 0-арный.
- Унарный означает 1-арный.
- Бинарный означает 2-арный.
- Тернарный означает 3-арный.
- Кватернарный означает 4-арный.
- Полиадический, мультарный или мультиарный означает любое количество операндов (или параметров).
- n-арный означает n операндов (или параметров), но часто используется и как синоним слова «полиадический».